# Чернушевич, Арнольд Петрович
Арнольд Петрович Чернушевич (15 января 1933 — 2 сентября 1991) — советский фехтовальщик-шпажист, чемпион мира, призёр Олимпийских игр. Мастер спорта СССР (1956). Представлял общество «Буревестник».

## Биография
Родился в 1933 году в Минске.
В 1956 году принял участие в Олимпийских играх в Мельбурне, но наград не завоевал.
В 1958 году стал обладателем бронзовой медали чемпионата мира. На чемпионате мира 1959 года завоевал серебряную медаль.
В 1960 году на Олимпийских играх в Риме стал обладателем бронзовой медали в командном первенстве.
В 1961 году завоевал золотую медаль чемпионата мира. На чемпионате мира 1962 года вновь стал обладателем бронзовой медали.

## Награды
- Медаль «За трудовую доблесть» (27.04.1957) — за успехи, достигнутые в деле развития массового физкультурного движения в стране, повышения мастерства советских спортсменов, и успешное выступление на международных соревнованиях
- Медаль «За трудовое отличие» (16.09.1960) — за успешные выступления в XVII летних и VIII зимних Олимпийских играх 1960 года, а также за выдающиеся спортивные достижения[2]